# Arachnura quinqueapicata
Arachnura quinqueapicata är en spindelart som beskrevs av Embrik Strand 1911. Arachnura quinqueapicata ingår i släktet Arachnura och familjen hjulspindlar. Inga underarter finns listade i Catalogue of Life.